# Cyclassics Hamburg 2006
De 11de editie van de wielerwedstrijd Vattenfall Cyclassics werd gehouden op 30 juli 2006 in en om Hamburg, Duitsland. De wedstrijd ging over 243 km en had, op enkele beklimmingen van de Waseberg na, geen noemenswaardige hindernissen.
Het was de eerste editie die onder de naam Vattenfall Cyclassics werd verreden, voorheen heette de wedstrijd HEW Cyclassics.

## Verloop
László Bodrogi, Dario Andriotto en Corey Sweet gaven de eerste koersuren kleur en vormden de ontsnapping van de dag. Ze kregen van het peloton maximaal 13'15". Nadat Andriotto werd aangereden door een motorrijder, bleven Bodrogi en Sweet samen over.
Na 140 kilometer werd het tweetal teruggepakt door het peloton. Op dat moment moest er nog 60 km afgelegd worden. Net als in het begin van de koers kwamen er weer veel demarrages, maar geen leek echt te slagen. Toen de Waseberg voor de 3e keer moest worden beklommen, ontsnapten Philippe Gilbert en Fabian Wegmann uit de meute.
Op het moment dat er nog 17 km te rijden waren en de Waseberg voor de 4e en laatste keer beklommen moest worden, werden Gilbert en Wegmann weer bijgehaald. Vooral dankzij het werk van Alessandro Ballan scheurde het peloton. Er ontstond weer kopgroep, maar ook deze hield geen stand. Ongeveer veertig man konden vervolgens gaan strijden voor de dagzege. Erik Zabel, Filippo Pozzato en Óscar Freire streden nek aan nek om de overwinning en laatstgenoemde had op de streep ongeveer een banddikte voorsprong. Zo won Freire, voor Zabel en Pozzato.

## Uitslag
| Vattenfall Cyclassics 2006 (243.2 km) |                   |                        |          |
| Plaats                                | Naam              | Ploeg                  | Tijd     |
| Winnaar                               | Óscar Freire      | Rabobank               | 5u30'02" |
| 2                                     | Erik Zabel        | Team Milram            | z.t.     |
| 3                                     | Filippo Pozzato   | QuickStep-Innergetic   | z.t.     |
| 4                                     | Nick Nuyens       | QuickStep-Innergetic   | z.t.     |
| 5                                     | Gerald Ciolek     | Team Wiesenhof         | z.t.     |
| 6                                     | Grégory Rast      | Phonak Hearing Systems | z.t.     |
| 7                                     | Samuel Dumoulin   | Ag2r Prévoyance        | z.t.     |
| 8                                     | Giuliano Figueras | Lampre                 | z.t.     |
| 9                                     | Danilo Napolitano | Lampre                 | z.t.     |
| 10                                    | Manuele Mori      | Saunier Duval          | z.t.     |
| 11                                    | Sébastien Hinault | Crédit Agricole        | z.t.     |
| 12                                    | Vicente Reynés    | Caisse d'Epargne       | z.t.     |
| 13                                    | Davide Rebellin   | Team Gerolsteiner      | z.t.     |
| 14                                    | Luca Paolini      | Liquigas               | z.t.     |
| 15                                    | Uroš Murn         | Phonak Hearing Systems | z.t.     |
|                                       |                   |                        |          |
| 17                                    | Bram Tankink      | QuickStep-Innergetic   | z.t.     |
| 24                                    | Roy Sentjens      | Rabobank               | z.t.     |